# Lagothrix cana
Lagothrix cana — вид приматів родини коатових (Atelidae).

## Поширення
Вид поширений в басейні Амазонки на заході Бразилії та сході Перу. Ізольована популяція також знаходиться у Національному парку Мадіді на заході Болівії.

## Опис
Самці сягають 46-65 см завдовжки, самиці — 46-58 см. Хвіст довший за тіло — 66-68 см завдовжки. Вага самця в середньому 9,5 кг, самиці - 7,7 кг.

## Спосіб життя
Живе у хмарному лісі на висоті 1000-2500 м над рівнем моря. Трапляється сімейними групами по 11-25 особин. Пересувається по деревах, використовуючи свій довгий чіпкий хвіст. Живиться фруктами та іншим рослинним кормом, за відсутності достатньої кількості фруктів, збагачує свій раціон безхребетними.